# 現在就想告訴哥哥，我是妹妹！
《現在就想告訴哥哥，我是妹妹！》是fairys製作並於2012年12月14日發行的PC戀愛冒險遊戲。2014年4月24日由GN Software發售Playstation Vita版。
這是fairys的第1套全年齡對象PC遊戲。由於內容為姊妹公司sprite的成人遊戲《戀愛與選舉與巧克力》約2年前的故事，所以該作品的住吉千里與東雲皐月在本作中也會登場；本作的4名女主角（歩夢、奉莉、真央、希實花）亦在電視動畫版《戀愛與選舉與巧克力》客串登場，簡稱為「現在妹妹」（いま妹）。
原先在電視動畫《戀愛與選舉與巧克力》完結後有釋出該動畫化PV，然而隨著動畫公司AIC虧損，動畫也不了了之。

## 故事
窥视你的侧颜，只见暖人心扉的阳光倾泻其中。不知焦躁难耐等待了多久的春天，就此开始。
因父母再婚，“三谷陆斗”与“三谷步梦”成为兄妹。
各种各样的情况下，步梦在哥哥陆斗面前扮演成男孩子。
生活在一个房间使得意外接二连三地发生，面对明显过于可爱的弟弟（其实是妹妹），也让陆斗每天都悸动不已。
温柔的步梦，一心想祝福着再婚的两位，于是努力地扮演着“男孩子”的身份。
但是由于被陆斗的温柔所动，渐渐对自己隐藏的事实所后悔，内心感到痛苦不堪。
春日来临，陆斗与步梦进入了“高藤学园”齐名的人气学校“朝冈学园”就读。
入学后的活动热潮，陆斗、步梦与班上的同学一起为“樱花祭”优胜的目标而开始拼搏。

## 登場人物

### 主要人物
三谷陸斗（みたに りくと）
聲 - 島﨑信長
身高：171cm、体重：60kg
朝岡學園的高一新生。
有著就算自己吃虧也會想要顧全大局的溫和個性，但對於抱有明顯惡意欺瞞的人則會動怒。
雖然對於父親・直真的再婚並不反對，但他仍還留有對亡母的思念，所以並沒有很積極的贊成此事。
所以良子和步夢對他來說，與其說是新的家人，不如說是只是住在一起罷了。
在足球上有著超人般的天賦，好幾次都被邀請加入足球社，不過都被以要作家事這理由給婉拒。
三谷歩夢（みたに あゆむ）
聲 - 茅原實里
身高：152cm、体重：42kg、三圍：B75/W55/H78
因母親的再婚而和陸斗成為兄妹，朝岡學園的一年級新生。
現在臨時和陸斗同住一個房間，她不是以『妹妹』的身分而是扮成『弟弟』的身分來生活著。
而另一方面，她在學校得穿女裝作為一名普通的女生，這點似乎讓身為哥哥的陸斗怎樣想也想不透。
她嬌小且又帶著些許稚氣的地方很可愛，使得她在男生之間的人氣相當高，不過本人對此是完全沒自覺。
由於從小就在作家事的關係，現在的她可說是無所不能。尤其是料理方面可說是非常擅長，拿手料理也是相當豐富。
但其實她是個相當怕寂寞的人，在獲得新的家人的同時，也對於欺瞞陸斗感到內疚不已。
與《戀愛與選舉與巧克力》的女主角之一，與住吉千里是表姐妹的關係。
奈奈瀬奉莉（ななせ まつり）
聲 - 伊藤加奈惠
身高：158cm、体重：46kg、三圍：B83/W58/H84
朝岡學園一年級新生。
在老街的いなせ長大，學習、運動、樣貌樣樣出眾，是個活潑開朗的女孩子。
雖然被很多男生給告白，但卻沒有答應過任何人。
和她關係最要好的異性是從國一開始就一直同班到現在的陸斗，但不知為何卻沒有打算發展成朋友以上的關係。
人如其名，她最喜歡祭典了（祭典與奉莉同音），總之就是喜歡讓大家高高興興熱鬧起來。
是個有雙親和弟弟的四人家庭，家裡經營著一家名叫『七勢壽司』的壽司店，但是，她和家人之間似乎是處得不太好。
是三谷家以外的唯一一位知道步夢在陸斗面前扮演著「男孩子」之事的人。
直接公開說她討厭小孩子，似乎是有隱情的樣子。
與《戀愛與選舉與巧克力》的女主角之一，與東雲皐月是青梅竹馬，是少數能讀錯後就立即正確讀出大島名字讀音的人。
茂森真央（しげもり まお）
聲 - 茅野愛衣
身高：165cm、體重：49kg、三圍：B86/W58/H85
和陸斗等人成為同班同學的朝岡學園的高一新生。
明明是個如假包換的女孩子，卻身穿男生制服，以男學生的身分光明正大去上學。
被劍道 『無限開真流』 的師傅的爺爺給以男孩子的身分養育長大，在得到免許皆傳前都將以男孩子的身分活下去。
雖然是個冷酷、具有正義感的女孩子，但也有著不通人情的一面在。
儘管現在的生活讓她得拋棄女人的身分，但她還是非常喜歡可愛的東西。
不過，當她將這一面給表現出來時就會令她感到相當羞恥。
曾在《戀愛與選舉與巧克力》的動畫版中客串出場，有製作甜品裝飾的天分。
拝田希實花（はいだ きみか）
聲 - 日笠陽子
身高：161cm、体重：46kg、三圍：B80/W57/H81
朝岡學園的高一新生，是擔任陸斗等人班上的班長一職。
成績相當優秀，在入學典禮時被選為新生代表。
總是畏畏縮縮沒什麼個人主張，有著在小學、中學時期被人在背後叫「土氣花（地味花）」的過去。
隨著升學，下定決心要改變自己，首先是改戴隱形眼鏡。
但她內向的地方絲毫沒改變，也讓她的努力總是白費。
小學的時候曾和陸斗同班過一年。
對於陸斗的事情她仍是記憶猶新，然而陸斗卻不記得她的事情。
雖然對此讓她是感到相當寂寞，但又不希望讓陸斗想起她以前的樣子，為此讓她是相當苦惱不已。

### 其他
三谷直真（みたに なおま）
聲 - 中井和哉
身高：182cm、体重：72kg
陸斗的父親。42歲。製作西點的糕點師，所開設的草莓西點專門店「een×vijf」生意相當地好。
三谷良子（みたに りょうこ）
聲 - 堀江由衣
身高：160cm、体重：48kg、三圍：B80/W58/H84
步夢的生母，與直真再婚後成為陸斗的繼母。舊姓角田。35歲。
神崎未玖（かんざき みく）
聲 - 竹達彩奈
身高：147cm、体重：39kg、三圍：B72/W52/H75
住在陸斗家隔壁，陸斗的青梅竹馬。12歲，故事開始時的春天進入稻瀨第二中學就讀。本身是獨生女，因此把陸斗當作哥哥看待。
森夏奏（もり かなで）
聲 - 儀武祐子
身高：163cm、体重：50kg、三圍：B88/W60/H87
横山章介（よこやま しょうすけ）
聲 - 松岡禎丞
身高：167cm、体重：74kg
朝岡學園1年生。15歳。陸斗的同班同學。
小林琉伍（こばやし りゅうご）
聲 - 緒方惠美
身高：181cm、体重：70kg
朝岡學園2年生。16歳。足球社的王牌前鋒。
茂森鋼造（しげもり こうぞう）
聲 - 秋元羊介
住吉千里（すみよし ちさと）
声 - 中村繪里子
身高：157cm、体重：45kg、三圍：B83/W56/H82
姊妹社sprite作品《戀愛與選舉與巧克力》的女主角之一，與三谷歩夢是表姐妹關係。
東雲皐月（しののめ さつき）
聲 - 浅川悠
身高：161cm、体重：46kg、三圍：B84/W57/H84
姊妹社sprite作品《戀愛與選舉與巧克力》的女主角之一，和奈奈瀬奉莉是青梅竹馬的關係。
三谷郁美（みたに いくみ）
陸斗的已故生母。

## 用語
大都會・首都
作為故事舞台的大都會。與姐妹社sprite作品《戀愛與選舉與巧克力》為相同舞台。
波止場區洗場
私立朝岡學園
學生人數約1000人。
私立高藤學園
與姐妹社sprite作品《戀愛與選舉與巧克力》為相同舞台。

## 製作人員
- 企劃、腳本：堅木功
- 音樂：Elements Garden
- 原畫、角色設計：春夏冬ゆう
- 動畫製作：神月社（日语：神月社）（Mju:z）
- 製片人：坂本晃
- 制作協力：株式會社Lantis
- 音樂製片人：齋藤滋（株式會社Lantis）
- 制作、著作：fairys

## 主題曲

### 片頭曲
Grand OP主題曲Secret Season 〜櫻色的戀人〜
歌、作詞：茅原實里，作曲、編曲：菊田大介
OP主題曲
歌：eufonius，作詞：Riya，作曲、編曲：菊地創

### 插曲
插入曲
歌：marble，作詞：micco，作曲、編曲：菊池達也
插入曲
歌、作詞：Ceui，作曲：小高光太郎、Ceui，編曲：小高光太郎

### 片尾曲
三谷步夢ED主題曲
歌：三谷步夢（茅原実里），作詞：RUCCA，作曲、編曲：rino
奈奈瀬奉莉ED主題曲
歌：奈奈瀬奉莉（伊藤加奈惠），作詞：RUCCA，作曲、編曲：rino
茂森真央ED主題曲
歌：茂森真央（茅野愛衣），作詞：RUCCA，作曲、編曲：戶田章世
拝田希實花ED主題曲
歌：拝田希実花（日笠陽子），作詞：lotta，作曲：rino、編曲：戶田章世
結尾主題曲
歌：結城愛良，作詞：yoshiko，作曲、編曲：田辺恵二

## 漫畫版
在《月刊Comic電擊大王》2012年11月号（同年9月27日發售）至2014年4月號（同年2月27日發售）連載。作者為。
| 卷數 | ASCII Media Works | ASCII Media Works      |
| 卷數 | 初版發售日期      | ISBN                   |
| ---- | ----------------- | ---------------------- |
| 1    | 2013年3月27日     | ISBN 978-4-04-891469-7 |
| 2    | 2013年11月27日    | ISBN 978-4-04-866085-3 |
| 3    | 2014年5月27日     | ISBN 978-4-04-866552-0 |

## 迴響
《現在就想告訴哥哥，我是妹妹！》在日本美少女游戏与动画相关商品销售网站Getchu.com的2012年12月销量榜上排名第6，2012年排名第48。

## 外部連結
- 官方網站 （页面存档备份，存于）（日語）
- 《現在就想告訴哥哥，我是妹妹！》在視覺小說數據庫的頁面（英文）